# Kapital Bank México
Kapital Bank México (fundada como Kapital Bank, en 2019 en Ciudad de México, México) es una institución financiera mexicana que ofrece productos y servicios enfocados en pequeñas y medianas empresas (PyMEs). Su modelo combina tecnología financiera con operaciones bancarias tradicionales, ofreciendo créditos, cuentas digitales e inversiones a través de una plataforma digital.

## Historia
Kapital Bank fue fundada en 2019 por René Saúl Farro, junto con Fernando Sandoval, Eder Echeverría y Arjun Sethi como cofundadores. Desde sus inicios, la compañía se planteó como objetivo mejorar el acceso al financiamiento para las PyMEs en México, integrando procesos ágiles y tecnología de punta en sus operaciones.
En 2023, Kapital adquirió Banco Autofin México por 50 millones de dólares, con el objetivo de consolidarse como banco tradicional. Actualmente se encuentra en proceso de aprobación regulatoria para su conversión oficial a banco.

## Distinciones
- Distinción Hecho en México (2025) [1]
- Calificación de A-.mx con perspectiva estable y ML A-2.mx a Kapital Bank (2025) [2]
- Líderes en inteligencia artificial (2024) [3]
- CNBC Disruptor 50 (2024) [4]
- Foro Económico Mundial (2024 - 2025) [5]
- Foro Forbes de Economía y Negocios (2024) [6]

## Presencia
Kapital Bank tiene su sede central en la Torre Aleph, en Insurgentes Sur, Ciudad de México, y cuenta con más de 18 sucursales físicas en Chiapas, Querétaro, Guerrero, Monterrey, Morelos, Hidalgo, Guadalajara y otros estados del país.

## Servicios
Entre los principales servicios que ofrece Kapital Bank se encuentran:
- Créditos empresariales.
- Cuentas digitales.
- Productos de inversión con rendimientos anuales de hasta 12%.
- Herramientas tecnológicas para proyección financiera e integración con plataformas ERP.

## Tecnología
Kapital Bank invierte en inteligencia artificial y analítica de datos para optimizar procesos, evaluar riesgos crediticios y reducir costos operativos de las PyMEs. Su enfoque tecnológico ha sido destacado en diversos medios y foros financieros internacionales.

## Modelo de negocio
Kapital Bank se enfoca en la innovación, automatización y eficiencia, utilizando inteligencia artificial (IA) y análisis de datos para ofrecer soluciones financieras adaptadas a las necesidades de personas y empresas.

## Regulación
La institución está supervisada por la CNBV en México y cumple con normativas internacionales de seguridad financiera, incluyendo:
- ISO 27001: Certificación en seguridad de la información.
- PCI DSS: Estándar de protección de datos financieros.
- Adherencia a los Principios de Banca Responsable de la ONU.